# Gerhard Schott (Politiker)
Gerhard Schott (* 10. August 1801 in Frankfurt am Main; † 13. Januar 1881 ebenda) war ein deutscher Gutsbesitzer und nassauischer Landtagsabgeordneter.
Gerhard Schott war der Sohn des Frankfurter Kaufmanns Johann Martin Schott (1766–1803) und dessen Frau Sophie Elisabeth, geborene Hartmann (* 1765). Er heiratete am 26. August 1828 in Mörfelden Emilie Johanette Marie Margarethe Rosine, geborene Knatz (* 28. Juni 1808 in Mitteldick, heute Zeppelinheim), die Tochter des Oberförsters Georg Ludwig Knatz und dessen Frau Eleonore, geborene Klink.
Gerhard Schott, der evangelischer Konfession war, lebte als Gutsbesitzer in Kronberg im Taunus. 1832 bis 1838 gehörte er den Landständen des Herzogtums Nassau an. Er wurde in der Gruppe der Grundbesitzer im Wahlkreis Wiesbaden gewählt. Während der Konflikte zwischen Herzog und der liberalen Mehrheit in den Landständen, die der Herzog mit dem Pairsschub 1832 beendete, stand er auf der Seite der Regierung.